# Komisumena rosae
Komisumena
Genre
Espèce
Komisumena rosae, unique représentant du genre Komisumena, est une espèce fossile d'araignées aranéomorphes de la famille des Thomisidae.

## Distribution
Cette espèce a été découverte dans de l'ambre de la République dominicaine. Elle date du Néogène.

## Publication originale
- Ono, 1981 : First record of a crab spider (Thomisidae) from Dominican amber (amber collection Stuttgart : Arachnida, Araneae). Stuttgarter Beitrage zur Naturkunde, sér. B, vol. 73, p. 1-13.